# Zachary Claman DeMelo
Zachary Claman DeMelo (Montreal, 20 april 1998) is een Canadees autocoureur.

## Carrière
DeMelo begon zijn autosportcarrière in het karting in 2009 en won verschillende regionale en nationale kampioenschappen. In 2013 en 2014 reed hij in grote internationale competities, zoals de Rotax Grand Finals.
DeMelo maakte zijn debuut in het formuleracing in het winterkampioenschap van de Formule Skip Barber in het seizoen 2014-2015, waarin hij twee van de vier races won. Aansluitend ging hij in Europa racen in verschillende Formule Renault 2.0-kampioenschappen, namelijk de Formule Renault 2.0 NEC, de Formule Renault 2.0 Alps en de Eurocup Formule Renault 2.0, in alle gevallen voor het team Fortec Motorsports. In alle kampioenschappen reed hij echter niet meer dan twee raceweekenden en stapte hierna over naar de MSV F3 Cup, waarin hij als gastrijder alle acht races waarin hij deelnam wist te winnen.
In 2016 keert DeMelo terug naar Amerika, waar hij voor Juncos Racing zijn debuut maakt in de Indy Lights.